# Kirchenkreis Oberhausen
Der Kirchenkreis Oberhausen ist einer der 37 Kirchenkreise in der Evangelischen Kirche im Rheinland (EKiR) mit Sitz in Oberhausen. Zu ihm gehören sechs Kirchengemeinden.

## Gebiet
Das Gebiet des Kirchenkreises ist weitgehend deckungsgleich mit dem der kreisfreien Stadt Oberhausen. Ein kleiner Teil der Kirchengemeinde Holten-Sterkrade gehört zum Duisburger Stadtteil Wehofen. Dagegen gehört der Stadtteil Borbeck zur Kirchengemeinde Dellwig-Frintrop-Gerschede im Kirchenkreis Essen.
Der Kirchenkreis grenzt, von Nordwesten aus im Uhrzeigersinn, an die rheinischen Kirchenkreise Dinslaken, Duisburg, An der Ruhr und Essen sowie an den westfälischen Kirchenkreis Gladbeck-Bottrop-Dorsten.

## Geschichte
Das Gebiet der Stadt Oberhausen war bis zum Beginn der Industrialisierung nur dünn besiedelt und gehörte großenteils zu römisch-katholischen Territorien (Reichsstift Essen, Vest Recklinghausen). Die einzige evangelische Kirchengemeinde, die schon seit dem 16. Jahrhundert bestand, war die im seit 1609 zu Brandenburg-Preußen gehörenden Holten. Von ihr wurde 1847 die Kirchengemeinde Sterkrade abgetrennt. Im südlichen Stadtgebiet wurde 1864 die Kirchengemeinde (Alt-)Oberhausen (später Christus-Kirchengemeinde) gegründet. Weitere evangelische Kirchengemeinden entstanden gegen Ende des 19. und zu Beginn des 20. Jahrhunderts.
Nach der Vereinigung von Alt-Oberhausen, Osterfeld und Sterkrade im Jahr 1929 wurde 1954 zur Angleichung der kommunalen und kirchlichen Grenzen der Kirchenkreis Oberhausen gegründet. Alt-Oberhausen hatte bis dahin zum Kirchenkreis An der Ruhr gehört, Sterkrade zum Kirchenkreis Dinslaken. Die Kirchengemeinde in der bis 1929 zur Provinz Westfalen gehörenden Stadt Osterfeld wechselte aus dem westfälischen Kirchenkreis Recklinghausen in die rheinische Landeskirche.

## Kirchengemeinden und Kirchengebäude
Nach mehreren Gemeindefusionen gehören (Stand Juni 2023) folgende Kirchengemeinden zum Kirchenkreis:
- Apostel-Kirchengemeinde
  - Apostelkirche (Tackenberg)
- Auferstehungs-Kirchengemeinde
  - Auferstehungskirche (Osterfeld)
- Emmaus-Kirchengemeinde (gegründet 2007 durch Zusammenschluss der Paulus-Kirchengemeinde (früher Oberhausen I) sowie der Kirchengemeinden Alstaden und Buschhausen)
  - Evangelische Kirche Alstaden
  - Lutherkirche (Buschhausen)
  - Pauluskirche (Lirich)
- Kirchengemeinde Holten-Sterkrade (gegründet 2010 durch Zusammenschluss der Kirchengemeinden Holten und Sterkrade)
  - Evangelische Kirche Holten
  - Christuskirche (Sterkrade)
  - Friedenskirche (Sterkrade)
- Kirchengemeinde Königshardt-Schmachtendorf (gegründet 2007 durch Zusammenschluss der Kirchengemeinden Königshardt und Schmachtendorf)
  - Kirche am Buchenweg
  - Gemeindehaus Forststraße
- Sophien-Kirchengemeinde (gegründet 2023 durch Zusammenschluss von Luther-Kirchengemeinde (früher Oberhausen II), Christus-Kirchengemeinde und Markus-Kirchengemeinde)
  - Christuskirche (Oberhausen)
  - Lutherkirche (Knappenviertel)
  - Markuskirche (Schlad)

## Leitung
Die Leitung des Kirchenkreises liegt bei der Kreissynode, die in der Regel zweimal im Jahr tagt, beim Kreissynodalvorstand und beim Superintendenten. Als Superintendent amtiert seit 2008 Pfarrer Joachim Deterding, als Nachfolger von Pfarrer Dieter Hofmann, der ab 1997 amtiert hatte.

## Mitgliederstatistik
Laut der Volkszählung 1987 gehörten damals 34,9 % – 78.100 der 224.200 – Einwohner zur Evangelischen Kirche im Rheinland. Die Zahl der evangelischen Kirchenmitglieder ist seitdem gesunken. Anfang 2021 lebten im Gebiet des Kirchenkreises 210.300 Einwohner, wovon 23,3 % (49.000) Mitglieder der Landeskirche waren.